# 錢塞勒 (阿拉巴馬州)
錢塞勒（英語：Chancellor）是一個位於美國阿拉巴馬州傑尼瓦縣的非建制地區。該地的面積和人口皆未知。

## 地理
錢塞勒的座標為31°10′54″N 85°52′38″W / 31.181667°N 85.87722°W，而該地最高點為海拔高度84米（即276英尺）。